# Да здравствует король (гимн)
«Trăiască Regele» («Да здравствует король») — гимн Румынии в 1884—1947 годах. Музыку к гимну сочинил в 1861 году капитан Эдуард Хюбш (Eduard Hübsch), который позже стал главой музыкального департамента Министерства Обороны. В том же году эта мелодия выиграла конкурс композиций для государственного гимна Румынии. Текст был написан румынским поэтом Василе Александри в 1884 году, после того как Румыния стала королевством.
После 30 декабря 1947 года исполнение королевского румынского гимна и патриотических песен «Desteapta-te, romane!» и «Hora Unirii» было запрещено. Их публичное исполнение каралось длительным тюремным заключением.

## Текст
I
Trăiască Regele
În pace și onor
De țară iubitor
Și-apărător de țară.
Fie Domn glorios
Fie peste noi,
Fie-n veci norocos
În război.
O! Doamne Sfinte,
Ceresc părinte,
Susține cu a Ta mână
Coroana Română!
II
Trăiască Patria
Cât soarele ceresc,
Rai vesel pământesc
Cu mare, falnic nume.
Fie-n veci el ferit
De nevoi,
Fie-n veci locuit
De eroi.
O! Doamne Sfinte,
Ceresc Părinte,
Întinde a Ta mână
Pe Țara Română!

## Русский перевод
Да здравствует король
В мире и чести,
Любящий свою страну
И защищающий её.
Пусть он будет славным владыкой
Над нами.
Пусть ему всегда сопутствует удача
В войне.
О Святый Господи,
Отче наш небесный,
Поддержи своей рукой
Румынскую корону.
Да здравствует Родина,
Пока солнце светит в небе,
Счастливый рай на земле
С великим и гордым именем.
Пусть она будет всегда избавлена
От нужды,
Пусть всегда в ней живут
Герои.
О Святый Господи,
Отче наш небесный,
Простри свою руку
Над румынской страной.